# Żołnierz o bladym obliczu
Żołnierz o bladym obliczu (ang. The Adventure of the Blanched Soldier) – opowiadanie Arthura Conana Doyle’a z cyklu przygód Sherlocka Holmesa.
Po raz pierwszy publikowane w czasopiśmie „Liberty” w październiku 1926 (ilustrował Frederic Dorr Steele), następna w „The Strand Magazine” w listopadzie 1926 (ilustrował Howard K. Elcock). Stanowi część zbioru Księga przypadków Sherlocka Holmesa (pierwsze wydanie w czerwcu 1927).
Narratorem, podobnie jak w opowiadaniu Lwia grzywa, jest sam Holmes.

## Treść
Weteran II wojny burskiej zwraca się do detektywa o wyjaśnienie niezwykłego zachowania się swego kolegi, którego po powrocie z wojny zamierzał odwiedzić w posiadłości jego rodziców. Został tam przyjęty niechętnie i stwierdził, że tamten celowo ukrywa się przed obcymi, a ponadto odznacza się niepokojącym wyglądem. Wyjaśniając tę podejrzaną sytuację, Holmes zarazem odkrywa, że zagadka człowieka o wyblakłym obliczu pozbawiona jest cech kryminalnych.